# Myurella tenerrima
Myurella tenerrima là một loài Rêu trong họ Theliaceae. Loài này được (Brid.) Lindb. miêu tả khoa học đầu tiên năm 1879.